# En marcha el Mundial 82 (Mundial 82)
En marcha el Mundial 82, también conocida como Mundial 82, es una historieta de 1981 del dibujante de cómics español Francisco Ibáñez perteneciente a la serie Mortadelo y Filemón. 

## Sinopsis
El grupo terrorista P.E.P.A. (Pueblabruta Exige Plena Autonomía) va a aprovechar el Mundial 82 que se celebra en España para llamar la atención sobre su causa. Mortadelo y Filemón deberán evitar los atentados de este grupo y acabar con sus integrantes.